# عين مسعود (أولاد عيسى)
عين مسعود هو دُوَّار يقع بجماعة الڭوزات، إقليم تازة، جهة فاس مكناس في المملكة المغربية. ينتمي الدوّار لمشيخة أولاد عيسى التي تضم 4 دواوير. يقدر عدد سكانه بـ 314 نسمة حسب الإحصاء الرسمي للسكان والسكنى لسنة 2004.

## روابط خارجية
- البوابة الوطنية للجماعات الترابية نسخة محفوظة 12 مارس 2018 على موقع واي باك مشين.
- المندوبية السامية للتخطيط